# Д’Аламбер (лунный кратер)
Кратер Д’Аламбер (лат. d'Alembert) — громадный ударный кратер в северном полушарии обратной стороны Луны. Название присвоено в честь французского учёного-энциклопедиста, философа, математика и механика Жана Лерона Д’Аламбера (1717—1783) и утверждено Международным астрономическим союзом в 1970 г. Образование кратера относится к нектарскому периоду. 

## Описание кратера
Ближайшими соседями кратера являются кратер Ван-Райн на западе, кратер Штермер на северо-западе, кратер Ямамото на севере-северо-западе, кратер Цингер на северо-востоке, кратер Купер на востоке, кратеры Чернышев и Чандлер на юго-востоке, кратер Ланжевен на юге и кратер Кемпбелл на юго-западе. В юго-западной части кратера расположен кратер Слайфер. Селенографические координаты центра кратера 51°04′ с. ш. 164°53′ в. д. / 51,07° с. ш. 164,89° в. д., диаметр 234 км, глубина 3,1 км.
Вал кратера существенно разрушен и перекрыт множественными импактами за время своего существования. высота вала над окружающей местностью достигает 2130 м. Северо-западная часть внутреннего склона перекрыта крупным кратером с отходящим от него в восточном направлении широким разломом. Дно чаши кратера ровное, испещрено множеством кратеров различного размера. В юго-западной части дно чаши пересеченное, покрыто породами выброшенными при образовании кратера Слайфер. В центральной части чаши расположено несколько неглубоких борозд.

## Сателлитные кратеры
| Д’Аламбер | Координаты                                              | Диаметр, км |
| --------- | ------------------------------------------------------- | ----------- |
| E         | 52°38′ с. ш. 168°04′ в. д. / 52,64° с. ш. 168,06° в. д. | 20,2        |
| G         | 50°42′ с. ш. 167°22′ в. д. / 50,7° с. ш. 167,37° в. д.  | 17,9        |
| J         | 47°20′ с. ш. 170°18′ в. д. / 47,33° с. ш. 170,3° в. д.  | 20,3        |
| Z         | 55°15′ с. ш. 165°46′ в. д. / 55,25° с. ш. 165,77° в. д. | 41,7        |

- Образование сателлитного кратера Д’Аламбер Z относится к позднеимбрийскому периоду[5].

## Галерея
- Кратер Д’Аламбер. Снимок зонда Lunar Orbiter - V.